# Ото Денеш
Ото Денеш (Беочин, 14. јун 1926 — 3. јул 2010) био је југословенски и српски редитељ, сценариста и филмски критичар. Почевши од седамдесетих година, радио је на пројектима Уједињених нација у земљама у развоју и ратним подручјима.

## Биографија
Снимио је импозантну филмографију краткометражних филмова током педесетих и шездесетих година 20. века, укључујући наменске, документарне и репортаже. Био је режисер и сценариста првог документарног филма студија Застава филм, Поздрав са границе.
Седамдесетих година, Денеш постаје заменик генералног директора Савезног института за међународну научну, просветну, културну и техничку сарадњу, где доприноси раду са земљама у развоју. Докторирао је на Факултету политичких наука у Београду на теми „Култура у функцији реафирмације идентитета земаља у развоју” 1980. године код професора Ратка Божовића.
У јеку грађанског рата у Мозамбику, Денеш је радио као представник УНДП и један од координатора рада УН у тој земљи. Током 1993. године напушта УНДП и 1994. постаје шеф операција Пројекта ратом разорених друштава (War-Torn Societies Project), пројекта Уједињених нација који ће 2000. године постати међународна НВО Interpeace, из које се пензионише 2003. године.

## Филмска критика
Денеш је био критички настројен према филмовима југословенског црног таласа. Пишући за часопис Филмска култура, издао је чланак „Аматери на странпутици” у 20. броју из 1960. године на тему шестог Народног фестивала аматерског филма где се критички односи према новим тенденцијама у филму. Његов став је верно осликавао партијску линију Савеза комуниста Југославије у том тренутку.
Као члан Савета за кинематографију, хвалио је моторичност и амерички утицај партизанских филмова Жике Митровића, а критички гледао на утицај италијанског неореализма, француског новог таласа и Ингмара Бергмана.
У судском спору 1969. којим је Желимир Жилник тужио државу за цензуру његовог филма Рани радови, Денеш је представљао главног сведока одбране као члан Комисије за културне везе са иностранством. На основу сведочења Вељка Влаховића окружни суд у Београду пресудио је у корист Жилника, наводећи да је „наше социјалистичко друштво довољно афирмисано да га један овакав филм никако не може довести у питање”. Филму Рани радови је дозвољено да учествује, а потом је и освојио златног медведа на 19. берлинском филмском фестивалу 1969. године.

## Дела
Непотпуна филмографија:
| Год.  | Назив                           | Жанр   | Награда |
| ----- | ------------------------------- | ------ | ------- |
| 1961. | Степенице храбрости             | драма  |         |
| 1962. | Оклопни воз                     | кратки |         |
| 1965. | Дан мира - догодило се у Скопљу | кратки |         |